# Pierre Debatty
Pierre Debatty, né le 2 avril 1966 à Uccle (Belgique) est un artiste-peintre belge. Il est un dessinateur, aquarelliste et peintre de tendance paysagiste abstraite.

## Biographie
Pierre Debatty, né à Uccle le 2 avril 1966, est le fils de Marcel Debatty, cadre chez Royal Boch à La Louvière, amateur d'art et mélomane, et de Christiane Éloi.
Il grandit à Mont-sur-Marchienne près de Charleroi et suit les cours à l’Académie des Beaux-arts Alphonse Darville de Charleroi de 1981 à 1985. De 1985 à 1990, il poursuit sa formation à l'École Supérieure des arts visuels de la Cambre (ENSAV). Il entre comme assistant dans cette école de 1990 à 1994. Il expose depuis lors en Belgique et à l'étranger notamment au Bois du Cazier à Charleroi, à l'abbaye de Villers-la-Ville, Hélécine, Bruxelles, La Hulpe, Hong Kong, dans les cathédrales de Bruxelles, Liège, Lille, Norwich et Rouen.
De 2000 à 2019, il enseigne la peinture à l’Académie des Beaux-arts de Charleroi. Il est à présent professeur de peinture à l'Académie royale des Beaux-Arts de Namur.
Une exposition lui a été consacrée de mars à juin 2023 au Palais des Beaux-Arts de Charleroi.
Il a son atelier de peinture à Corbais dans le Brabant wallon.

## Style artistique
La peinture abstraite de Debatty est au départ nourrie par la nature et ses promenades dans des sites industriels, entre terrils et entrepôts de la région de Charleroi. Ses toiles portent la trace de l’aspect brut de ces terrains urbains. Par la suite, sa peinture se fait plus aérienne : topographie, géologie, géographie sont évoquées par des matières variées, mais toujours dans des tons ocres ou terreux. Il s'imprègne désormais des quatre éléments et les interprète via des formes géométriques réapparaissant dans différentes toiles,.
Il a également peint des œuvres monumentales abstraites destinées à être exposées dans des cathédrales (à la cathédrale Saints-Michel-et-Gudule à Bruxelles en 2015, à Liège, Lille, Norwich et Rouen).

## Distinctions
Pierre Debatty est récipiendaire de nombreuses distinctions en Belgique.
Il remporte les Prix Talens et Prix Unisys en 1988. Il est ensuite distingué au Prix du Hainaut en 1988 et 1990.
Il est lauréat du Prix 45 en 1990, récompensé par la ville d’Ostende en 1990 et la ville de Tournai en 1991.
En 1994, il a reçu le Prix des Arts du trait à l’Académie royale de Belgique.
En 1997, le Prix de la Province de Liège lui est attribué conjointement avec Olivier Gourmet.
En 2007, il est fait citoyen d’honneur du Brabant wallon.
Il a reçu le Prix du Public 2018 au Festival d’Art contemporain organisé à Namur.